# Bagdad (film)
Bagdad is een Amerikaanse avonturenfilm in Technicolor uit 1949 onder regie van Charles Lamont.

## Verhaal
De film vertelt het verhaal van een bedoeïenenprinses die na haar opleiding in Engeland terugkeert naar Bagdad. Ze ontdekt dat haar vader is vermoord door een groep afvalligen. De corrupte vertegenwoordiger van de nationale overheid, Pasha, heet haar welkom. Ze wordt ook het hof gemaakt door prins Hassan (Paul Hubschmid), die valselijk wordt beschuldigd van de moord. Marjan doet haar best om de moordenaar voor het gerecht te brengen en wordt ondertussen het hof gemaakt door Pasha.

## Rolverdeling
| Acteur         | Personage       |
| -------------- | --------------- |
| Maureen O'Hara | Prinses Marjan  |
| Paul Hubschmid | Hassan          |
| Vincent Price  | Pasha Ali Nadim |
| John Sutton    | Raizul          |
| Jeff Corey     | Mohammed Jao    |
| Frank Puglia   | Saleel          |
| David Bauer    | Mahmud          |
| Fritz Leiber   | Emir            |
| Otto Waldis    | Marengo         |
| Leon Belasco   | Beggar          |

## Productie
Aanvankelijk zou Yvonne De Carlo de vrouwelijke hoofdrol op zich nemen; zij was vanwege ziekte echter drastisch afgevallen en werd daarop vervangen door Maureen O'Hara.

## Ontvangst
De film kreeg destijds overwegend negatieve recensies van zowel de Amerikaanse als de Nederlandse pers. Waar Simon Carmiggelt het "een spannende avonturenfilm" noemde, schreef Algemeen Handelsblad een kritische review: "Moskeeën en minaretten op slordig geschilderde achterdoeken, echt zand onder de paardenhoeven, namaak-sjeiks in carnavaleske gewaden, een hele bedoening van bedoeïenen in zwarte mantels en Maureen [O'Hara] verkleed als prinses der woestijn. Negentig minuten kunnen langer duren dan duizend-en-een-nacht."